# شهرداری برزوویکا
شهرداری برزوویکا (به لاتین: Municipality of Brezovica) یک منطقهٔ مسکونی در اسلوونی است که در اسلوونی واقع شده‌است. شهرداری برزوویکا ۹۱٫۲ کیلومتر مربع مساحت و ۹٬۳۳۴ نفر جمعیت دارد.